# Île de Rangiport
Die Île de Rangiport ist eine Binneninsel in der Seine am Zufluss der Mauldre. Die Insel gehört zur Gemeinde Gargenville im französischen Département Yvelines (Île de France) am rechten Seineufer. Die Route départementale 130 verbindet die Gemeinde über die Île de Rangiport mit der Gemeinde Épône am linken Seineufer.
Die Überführung über die Seine und die Île de Rangiport erfolgt über eine zweiteilige Warren-Stahlfachwerkbrücke, die 1965 errichtet wurde. Die ersten Bogenbrücken über die Seine wurden 1883 errichtet und 1940 zur Verlangsamung des deutschen Vormarschs im Zweiten Weltkrieg zerstört.

## Nutzung
An der Straße liegt ein Hotel-Restaurant. Im Übrigen ist die Insel unbewohnt. Die Insel wird landwirtschaftlich zum Gemüse und Maisanbau genutzt. Die Raumordnung sieht auf Dauer keine Wohnbebauung vor.

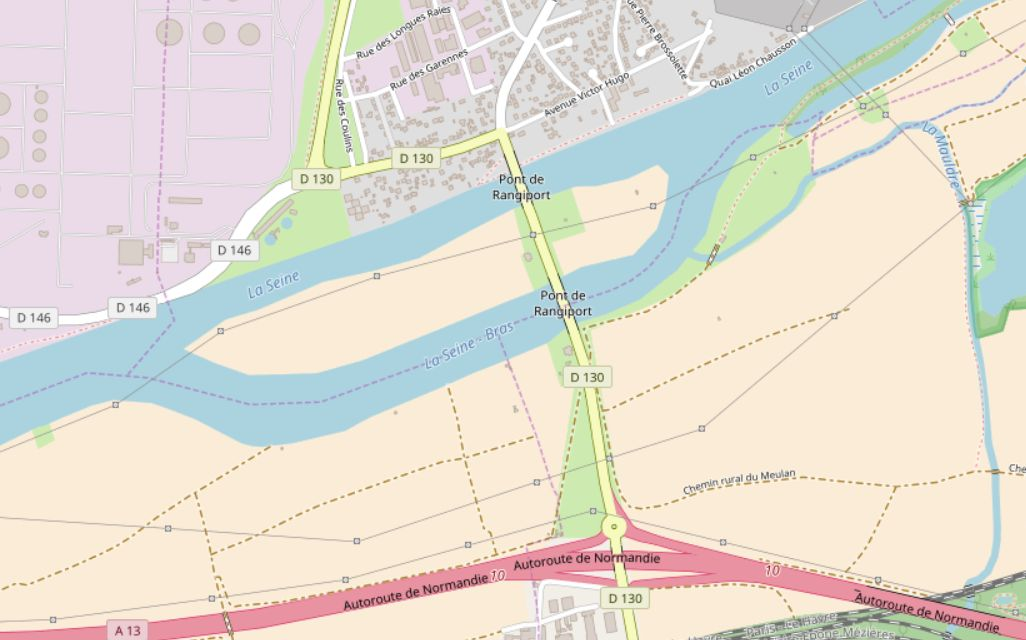
Karte der Île de Rangiport